# Marie-Louise Berneri
Marie Louise Berneri (01 de março de 1918 - 13 de abril de 1949) foi uma  ativista e autora anarquista. Ela colaborou com a publicação, Revision, e foi um membro do grupo que editou Revolt, War Commentary e o Freedom newspaper, que ainda está sendo publicado pela Freedom Bookstore, em Londres. Ela era uma colaboradora constante da publicação anarquista Spain and the World. Ela também escreveu a obra Journey Through Utopia, publicado pela primeira vez em 1950, e o livro Neither East Nor West, uma seleção de seus escritos (1952).
Ela nasceu em Arezzo, Itália, filha mais velha de Giovanna e Camillo Berneri. A família foi para o exílio em 1926 por se opor a Mussolini. Em 1936, seu pai foi para a Espanha, para lutar contra os fascistas na Guerra Civil Espanhola. Ele foi assassinado em Barcelona pelos comunistas em 1937 durante as  Jornadas de Maio Marie visitou Barcelona duas vezes, a segunda, após a morte de seu pai. Nesta época ela estava morando na França e estudava psicologia na Sorbonne.
Ela se casou com Vernon Richards, também um anarquista ativo nos mesmos grupos e publicações que ela fazia parte.
Ela participou da primeira conferência anarquista internacional do pós-guerra em Paris de 1948 como membro da delegação britânica. Sua mãe e irmã Giliane Berneri também participaram como membros das delegações italiana e francesa. Ela recebeu muitos elogios por seu panfleto anti-stalinistas Workers in Stalin's Russia (1944). Berneri também foi uma das primeiras pessoas na Grã-Bretanha a promover as idéias de Wilhelm Reich.
Marie-Louise Berneri morreu, junto com seu bebê, durante o parto, 13 de abril de 1949, em Londres, com a idade de 31.
Em 1950, George Woodcock e Ivan Avacumovic dedicaram a Marie-Louise Berneri sua biografia de Peter Kropotkin, The Anarchist Prince, por ela ser "uma verdadeira discípula de Kropotkin."